# Fenes (Nordland)
Pour les articles homonymes, voir Fenes.
Fenes est une localité du comté de Nordland, en Norvège.

## Géographie
Administrativement, Fenes fait partie de la kommune de Bodø.